# Radar (pjesma)
"Radar" je pjesma američke pjevačice Britney Spears. 2009. je objavljena kao četvrti singl s njezina petog studijskog albuma Blackout, a našla se i kao bonus broj na njezinom albumu Circus.

## Uspjeh na ljestvicama
Dana, 17. studenog 2007. godine pjesma se zbog velikih digitalnih preuzimnja plasirala na ljestvicu Billboard Hot Digital Songs na 52. mjestu. Pjesma se također plasirala na međunarodnim ljestvicama zbog digitalnih preuzimanja i airplay-a, neočekivano je zauzela visoke pozicije. U Irskoj pjesma je 15. srpnja 2008. godine debitirala na 47. mjestu, a najviše mjesto bilo je 32. U Švedskoj se pjesma 28. srpnja 2008. godine plasirala na 8. mjestu gdje je ostala sljedeća dva tjedna. Pjesma se plasirala na Novom Zelandu na 32. mjestu.
Nakon objavljivanja pjesme kao singl s Circusa pjesma se opet plasirala na ljestvicama. 29. kolovoza 2009. plasirala se na ljestvici Billboard Pop Songs. na 30. mjestu. 5. rujna 2009. pjesma se napokon plasirala na Billboard Hot 100 na 90. mjestu, a sljedećeg tjedna se pomakla do 88. mjesta. Istog tjedna se u Kanadi plasirala na 65. mjestu.

## Popis pjesama
CD
1. "Radar" — 3:48
2. "Radar" (Tonal Club Remix) — 4:56

Digitalni iTunes  EP s remiksevima
1. "Radar" — 3:48
2. "Radar" (Bloodshy & Avant Remix) — 5:44
3. "Radar" (Manhattan Clique UHF Remix) — 5:53
4. "Radar" (Tonal Club Remix) — 4:56
5. "Radar" (Tonal Radio Remix) — 4:00

## Ljestvice
| Ljestvica (2007./2009.) | Najviša pozicija |
| ----------------------- | ---------------- |
| Australija              | 46               |
| Kanada                  | 65               |
| Francuska               | 44               |
| Irska                   | 32               |
| Novi Zeland             | 32               |
| Švedska                 | 8                |
| UK                      | 46               |
| SAD Billboard Hot 100   | 88               |

## Povijest objavljivanja
S Blackouta
| Datum        | Kuća                           | Format           |
| ------------ | ------------------------------ | ---------------- |
| srpanj 2008. | Jive Records/Zomba Label Group | Promotivni singl |

S Circusa
| Regija                 | Datum            | Kuća                           | Format                    |
| ---------------------- | ---------------- | ------------------------------ | ------------------------- |
| SAD                    | 23. lipnja 2009. | Jive Records/Zomba Label Group | radio                     |
| Italija                | 22. srpnja 2009. | Sony Music                     | radio, digitalni download |
| Europa                 | 27. srpnja 2009. | Sony Music                     | radio, digitalni download |
| Ujedinjeno Kraljevstvo | 27. srpnja 2009. | Sony Music                     | digitalni download        |
| Njemačka               | 25. rujna 2009.  | Sony Music                     | CD singl                  |